# Teorema lui Gergonne
Teorema lui Gergonne este o teoremă din geometria afină care indică o corelație între raporturile în care trei drepte concurente taie laturile unui triunghi.
Poartă numele matematicianului Joseph Gergonne.
Teoremă.
Dacă A, B, C sunt trei puncte necoliniare într-un plan afin, iar A', B, C trei puncte aparținând respectiv dreptelor (BC), (CA) și (AB) astfel încât dreptele (AA' ), (BB' ) și (CC' ) să fie concurente într-un punct M, atunci:
{\displaystyle {\frac {\overline {A'M}}{A'A}}+{\frac {\overline {B'M}}{B'B}}+{\frac {\overline {C'M}}{C'C}}=1.}
Demonstrație.
Fie a, b, c coordonatele baricentrice ale punctului M în reperul afin (A, B, C), deci cu proprietatea:
{\displaystyle a+b+c=1.}
Atunci coordonata baricentrică a punctului M este:
{\displaystyle M=aA+bB+cC.}
Se va ține seama că:
{\displaystyle {\frac {\overline {A'M}}{\overline {A'A}}}=a} {\displaystyle {\frac {\overline {B'M}}{\overline {B'B}}}=b} {\displaystyle {\frac {\overline {C'M}}{\overline {C'C}}}=c.}